# Гардер, Андре
Андре Гардер (фр. André Gardère, 8 мая 1913 — 22 февраля 1977) — французский фехтовальщик, призёр чемпионатов мира и Олимпийских игр; брат олимпийского чемпиона Эдвара Гардера.

## Биография
Родился в 1913 году в городе Жерарме. В 1934 и 1935 годах становился серебряным призёром Международных первенств по фехтованию. В 1936 году на Олимпийских играх в Берлине завоевал серебряную медаль в командном первенстве на рапирах и стал 7-м в личном первенстве; также он принял участие в соревнованиях по фехтованию на саблях, где занял 5-е место в командном первенстве. В 1937 году стал серебряным призёром первого в истории официального чемпионата мира по фехтованию (тогда же Международная федерация фехтования задним числом признала чемпионатами мира все прошедшие ранее Международные первенства по фехтованию). На чемпионате мира 1938 года завоевал бронзовую медаль.